# 歌学方
歌学方（かがくがた）は、江戸幕府の職名の一つ。
主に和歌・歌道に関する学問を司る職で、元禄2年（1689年）、北村季吟・湖春父子が任命され、のちには北村家世襲となった。